# Željko Mavrović
Željko Mavrović (Zagreb, 17. veljače 1969.), hrvatski boksač.

## Životopis
Počeo je trenirati boks s petnaest godina, prvo je bio 3 godine u zagrebačkom Metalcu, a zatim prelazi u Rijeku. Nastupio je na Olimpijskim igrama 1988. u Seoulu i 1992. u Barceloni.
Boksački prvak Europe tri godine za redom (od 1995. do 1997.), s čak sedam uspješnih obrana naslova, potvrdio je to i sjajnom borbom s Lennoxom Lewisom 1998. u borbi za svjetski naslov u teškoj kategoriji, u kojoj su prethodni uspjesi Lennoxa Lewisa prevagnuli pri bodovanju borbe, kojom je naslov dodijeljen Lewisu. Zlatna rukavica kao najveći trofej u povijesti hrvatskog boksa, dva naslova hrvatskog sportaša godine, sve su to samo neke od uspomena na doista veliku karijeru jednog od najvećih sportaša koje je Hrvatska imala. Prvi je vegetarijanac u povijesti svjetskog boksa koji se borio za svjetsku titulu u teškoj kategoriji.  
1995. godine dobitnik je Državne nagrade za šport "Franjo Bučar".
S jednakim entuzijazmom "Šaka sa Srednjaka", ili kasnije "Irokez", danas je predan biznisu. Nije uložio stečeni kapital u kafić, restoran ili nešto slično, ostao je i u poslu dosljedan svojim principima, stilu života, ekološkoj osviještenosti. U Sloboštini kod Požege razvio je, odnosno i dalje svakodnevno razvija "Eko-centar Mavrović", u kojem proizvodi ekološku, dakle potpuno prirodnu i zdravu hranu.
U prosincu 2012. godine najavljuje povratak profesionalnom boksu.

## Profesionalni boks - borbe
| 27 Pobjeda (22 nokautom, 5 odlukom sudaca), 1 Poraz (0 nokautom, 1 odlukom sudaca) |          |        |                      |       |                     |       |                                                |
| Br.                                                                                | Rezultat | Rekord | Protivnik            | Način | Datum               | Runda | Mjesto održavanja                              |
| 28                                                                                 | Poraz    | 27-1   | Lennox Lewis         | UD    | 26. rujna 1998.     | 12    | Mohegan Sun Arena, Montville, Connecticut, SAD |
| 27                                                                                 | Pobjeda  | 27-0   | Vincenzo Cantatore   | TKO   | 18. listopada 1997. | 4     | Beč, Austrija                                  |
| 26                                                                                 | Pobjeda  | 26-0   | Lajos Eros           | TKO   | 12. rujna 1997.     | 5     | Kensington, London, Ujedinjeno Kraljevstvo     |
| 25                                                                                 | Pobjeda  | 25-0   | Julius Francis       | TKO   | 15. veljače 1997.   | 8     | Beč, Austrija                                  |
| 24                                                                                 | Pobjeda  | 24-0   | Clifton Mitchell     | TKO   | 2. studenog 1996.   | 2     | Garmisch-Partenkirchen, Bayern, Njemačka       |
| 23                                                                                 | Pobjeda  | 23-0   | Mark Anthony Wills   | RTD   | 22. lipnja 1996.    | 8     | Dortmund, Njemačka                             |
| 22                                                                                 | Pobjeda  | 22-0   | Christophe Bizot     | UD    | 22. travnja 1996.   | 12    | Düsseldorf, Njemačka                           |
| 21                                                                                 | Pobjeda  | 21-0   | Przemyslaw Saleta    | KO    | 9. prosinca 1995.   | 1     | Stuttgart Njemačka                             |
| 20                                                                                 | Pobjeda  | 20-0   | Michael Murray       | KO    | 14. listopada 1995. | 4     | München, Njemačka                              |
| 19                                                                                 | Pobjeda  | 19-0   | Ken Smith            | KO    | 17. lipnja 1995.    | 2     | Las Vegas, SAD                                 |
| 18                                                                                 | Pobjeda  | 18-0   | Christophe Bizot     | TKO   | 11. travnja 1995.   | 11    | Levallois-Perret, Francuska                    |
| 17                                                                                 | Pobjeda  | 17-0   | Mark Young           | RTD   | 25. ožujka 1995.    | 5     | Düsseldorf, Njemačka                           |
| 16                                                                                 | Pobjeda  | 16-0   | Nathaniel Fitch      | KO    | 11. veljače 1995.   | 1     | Halle, Njemačka                                |
| 15                                                                                 | Pobjeda  | 15-0   | Oleg Savenko         | KO    | 26. studenog 1994.  | 3     | Wuppertal, Njemačka                            |
| 14                                                                                 | Pobjeda  | 14-0   | Marion Wilson        | PTS   | 8. listopada 1994.  | 8     | Halle, Njemačka                                |
| 13                                                                                 | Pobjeda  | 13-0   | Jerry Jones          | PTS   | 17. rujna 1994.     | 10    | Leverkusen, Njemačka                           |
| 12                                                                                 | Pobjeda  | 12-0   | James Pritchard      | UD    | 18. lipnja 1994.    | 10    | Chicago, SAD                                   |
| 11                                                                                 | Pobjeda  | 11-0   | Marshall Tillman     | TKO   | 4. lipnja 1994.     | 1     | Dortmund, Njemačka                             |
| 10                                                                                 | Pobjeda  | 10-0   | Jimmy Bills          | KO    | 7. svibnja 1994.    | 1     | Koblenz, Njemačka                              |
| 9                                                                                  | Pobjeda  | 9-0    | Mike Dixon           | TKO   | 26. ožujka 1994.    | 4     | Dortmund, Njemačka                             |
| 8                                                                                  | Pobjeda  | 8-0    | Will Hinton          | TKO   | 5. veljače 1994.    | 4     | Las Vegas, SAD                                 |
| 7                                                                                  | Pobjeda  | 7-0    | Kimmuel Odum         | PTS   | 11. prosinca 1993.  | 8     | Düsseldorf, Njemačka                           |
| 6                                                                                  | Pobjeda  | 6-0    | David Bey            | TKO   | 16. listopada 1993. | 4     | Koblenz, Njemačka                              |
| 5                                                                                  | Pobjeda  | 5-0    | Marco van Spaendonck | TKO   | 18. rujna 1993.     | 1     | Düsseldorf, Njemačka                           |
| 4                                                                                  | Pobjeda  | 4-0    | Webster Vinson       | KO    | 7. kolovoza 1993.   | 2     | Atlantic City, New Jersey, SAD                 |
| 3                                                                                  | Pobjeda  | 3-0    | John Morton          | KO    | 26. lipnja 1993.    | 3     | Alsterdorf, Njemačka                           |
| 2                                                                                  | Pobjeda  | 2-0    | Chris Harbourne      | TKO   | 1. svibnja 1993.    | 1     | Berlin, Njemačka                               |
| 1                                                                                  | Pobjeda  | 1-0    | Bruno Podgorny       | TKO   | 20. ožujka 1993.    | 3     | Düsseldorf, Njemačka                           |

## Vanjske poveznice
- Na BoxRec-u